# Hastighetsrekord på land

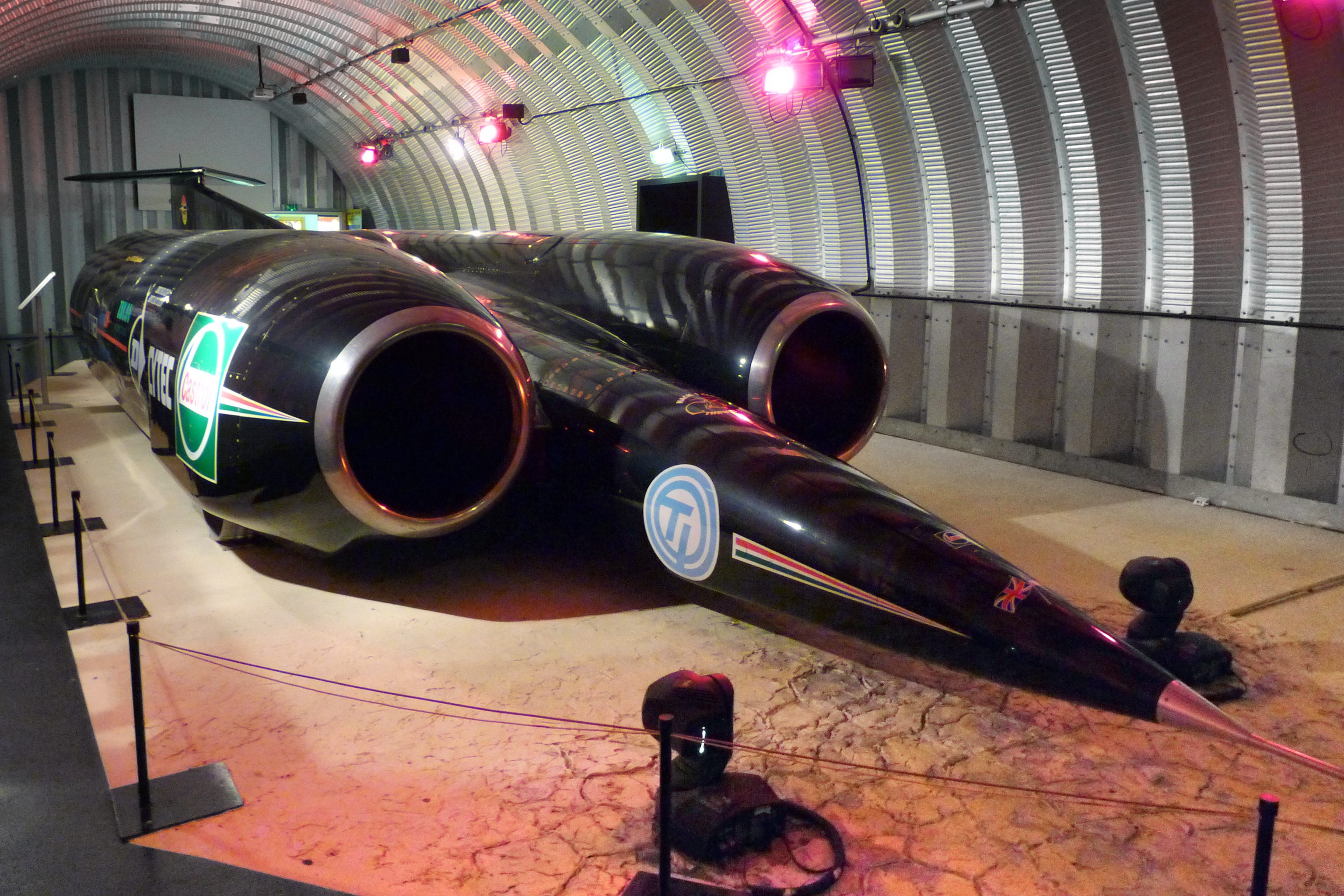
Thrust SSC innehar sedan 1997 hastighetsrekordet på land.

Hastighetsrekord på land (eller absolut hastighetsrekord på land) är den snabbaste hastighet som ett hjulförsett fordon uppnått på land. Inga regler för fordonets konstruktion finns, dock finns ett regelverk för hur tidmätningen ska gå till för att ett rekord ska bli godtaget och fordonet får inte vara rälsgående. Hastighetsrekordet sätts som genomsnittshastigheten över en viss sträcka som ska körs två gånger. Tidigare skulle den andra sträckan köras åt motsatt håll inom en timme. Efter en dödsolycka ändrades det så att andrasträckan får köras i samma riktning och senast dagen efter.
Utöver den fria klassen finns en rad andra klasser för bilar och motorcyklar med olika begränsningar avseende fordonets konstruktion.

## Rekordinnehavare
| År   | Förare                   | Bil                       | Nation         | Hastighet km/h |
| ---- | ------------------------ | ------------------------- | -------------- | -------------- |
| 1898 | Gaston Chasseloup-Laubat | Jeantaud                  | Frankrike      | 63,1           |
| 1899 | Camille Jenatzy          | Jenatzy                   | Storbritannien | 66,6           |
| 1899 | Gaston Chasseloup-Laubat | Jeantaud                  | Frankrike      | 70,2           |
| 1899 | Camille Jenatzy          | Jenatzy                   | Storbritannien | 80,2           |
| 1899 | Gaston Chasseloup-Laubat | Jeantaud                  | Frankrike      | 92,7           |
| 1899 | Camille Jenatzy          | Jenatzy                   | Storbritannien | 105,2          |
| 1902 | Leon Serpollet           | Serpollet                 | Frankrike      | 120,7          |
| 1902 | William K. Vanderbilt    | Mors                      | USA            | 122,3          |
| 1902 | Augières                 | Mors                      | Frankrike      | 124,0          |
| 1903 | Arthur Duray             | Gobron-Brilli             | Storbritannien | 134,2          |
| 1903 | Arthur Duray             | Gobron-Brilli             | Storbritannien | 136,2          |
| 1904 | Louis Rigolly            | Gobron-Brillié            | Frankrike      | 152,4          |
| 1904 | Baron Pierre de Caters   | Mercedes                  | Frankrike      | 156,3          |
| 1904 | Paul Baras               | Darracq                   | Frankrike      | 168,0          |
| 1905 | Victor Héméry            | Darracq                   | Frankrike      | 176,2          |
| 1906 | Fred Marriott            | Stanley                   | USA            | 195,4          |
| 1909 | Victor Héméry            | Benz                      | Frankrike      | 202,5          |
| 1914 | L.G. Hornsted            | Benz                      | Storbritannien | 247,7          |
| 1920 | Tommy Milton             | Duesenburg                | USA            | 250,9          |
| 1922 | Kenelm Lee Guinness      | Sunbeam                   | Storbritannien | 215,1          |
| 1924 | René Thomas              | Delage                    | Frankrike      | 230,4          |
| 1924 | Malcolm Campbell         | Sunbeam                   | Storbritannien | 235,0          |
| 1925 | Malcolm Campbell         | Sunbeam                   | Storbritannien | 242,4          |
| 1926 | Henry Segrave            | Sunbeam                   | Storbritannien | 244,9          |
| 1926 | Parry Thomas             | Babs                      | Storbritannien | 272,2          |
| 1926 | Parry Thomas             | Babs                      | Storbritannien | 274,9          |
| 1927 | Malcolm Campbell         | Bluebird                  | Storbritannien | 281,2          |
| 1927 | Henry Segrave            | Sunbeam                   | Storbritannien | 327,6          |
| 1928 | Malcolm Campbell         | Bluebird                  | Storbritannien | 332,7          |
| 1929 | Ray Keech                | Triplex                   | USA            | 333,7          |
| 1929 | Henry Segrave            | Golden Arrow              | Storbritannien | 372,0          |
| 1931 | Malcolm Campbell         | Bluebird                  | Storbritannien | 395,7          |
| 1932 | Sir Malcolm Campbell     | Bluebird                  | Storbritannien | 408,3          |
| 1933 | Sir Malcolm Campbell     | Bluebird                  | Storbritannien | 438,1          |
| 1935 | Sir Malcolm Campbell     | Bluebird                  | Storbritannien | 444,9          |
| 1935 | Sir Malcolm Campbell     | Bluebird                  | Storbritannien | 484,2          |
| 1937 | George Eyston            | Thunderbolt               | Storbritannien | 502,0          |
| 1938 | George Eyston            | Thunderbolt               | Storbritannien | 555,5          |
| 1938 | John Cobb                | Railton                   | Storbritannien | 563,1          |
| 1938 | George Eyston            | Thunderbolt               | Storbritannien | 574,8          |
| 1939 | John Cobb                | Railton                   | Storbritannien | 594,5          |
| 1947 | John Cobb                | Railton                   | Storbritannien | 633,8          |
| 1964 | Donald Campbell          | Bluebird                  | Storbritannien | 648,2          |
| 1964 | Tom Green                | Wingfoot Express          | USA            | 664,4          |
| 1964 | Art Arfons               | Green Monster             | USA            | 697,9          |
| 1964 | Craig Breedlove          | Spirit of America         | USA            | 753,7          |
| 1964 | Craig Breedlove          | Spirit of America         | USA            | 846,2          |
| 1965 | Craig Breedlove          | Spirit of America Sonic 1 | USA            | 893,2          |
| 1965 | Art Arfons               | Green Monster             | USA            | 927,0          |
| 1965 | Craig Breedlove          | Spirit of America Sonic 1 | USA            | 965,8          |
| 1970 | Gary Gabelich            | Blue Flame                | USA            | 1000,8         |
| 1983 | Richard Noble            | Thrust 2                  | Storbritannien | 1018,6         |
| 1997 | Andy Green               | Thrust SSC                | Storbritannien | 1232,7         |